# برادلی ویت
برادلی ویت (انگلیسی: Bradley White؛ زادهٔ ۱۵ ژانویهٔ ۱۹۸۲) دوچرخه‌سوار اهل ایالات متحده آمریکا است.
از باشگاه‌هایی که در آن بازی کرده‌است می‌توان به تیم دوچرخه‌سواری یونایتدهلثکر اشاره کرد.